# Nanzhihui (köpinghuvudort i Kina, Shaanxi, lat 34,47, long 107,36)
Nanzhihui är en köpinghuvudort i Kina. Den ligger i provinsen Shaanxi, i den nordvästra delen av landet, omkring 140 kilometer väster om provinshuvudstaden Xi'an. Antalet invånare är 33 178. Befolkningen består av 16 626 kvinnor och 16 552 män. Barn under 15 år utgör 14,0 %, vuxna 15-64 år 76 %, och äldre över 65 år 9,0 %.
Runt Nanzhihui är det ganska tätbefolkat, med 239 invånare per kvadratkilometer. Närmaste större samhälle är Fengxiang Chengguanzhen, 6,6 km nordost om Nanzhihui. Trakten runt Nanzhihui består till största delen av jordbruksmark.
Genomsnittlig årsnederbörd är 754 millimeter. Den regnigaste månaden är september, med i genomsnitt 159 mm nederbörd, och den torraste är december, med 2 mm nederbörd.